# Daniel Harvey Hill
Daniel Harvey Hill (12. juli 1821 – 24. september 1889) var general i sydstatshæren under den amerikanske borgerkrig og skolemand i syden. Han var kendt som en aggressiv leder og var en asketisk, dybt religiøs mand ved en tør sarkastisk humor. Han var svoger til Stonewall Jackson, en nær ven af både James Longstreet og Joseph E. Johnston, men uenigheder med både Robert E. Lee og Braxton Bragg betød, at han ikke var vellidt af præsident Jefferson Davis.  
Selv om hans militære færdigheder blev respekteret, blev han ikke udnyttet fuldt ud i slutningen af borgerkrigen. Daniel Harvey Hill omtales normalt som D. H. Hill i historiske bøger, bl.a. for at skelne ham fra A. P. Hill, som gjorde tjeneste sammen med ham i Army of Northern Virginia.

## Tidlige år
D. H. Hill blev født i York distriktet i South Carolina. Han fik eksamen fra West Point i 1842, som nr. 28 ud af 56 kadetter, og blev udpeget til at gøre tjeneste i 1. artilleriregiment. Han udmærkede sig i den Mexicansk-amerikanske krig, hvor han blev midlertidigt forfremmet til kaptajn for tapperhed i slaget ved Contreras og slaget ved Churubusco og til major for tapperhed i slaget ved Chapultepec. I februar 1849 tog han sin afsked fra hæren for at blive professor i matematik ved Washington College (nu Washington and Lee University), i Lexington, Virginia. Mens han var ansat her, udgav han en lærebog i algebra, som blev kendt for dens tekststykker, der revsede folk Nordfra. Der var f.eks. spørgsmål om hvilken fortjeneste en handlende fra Connecticut fik ved svindel. I 1854 blev han lærer ved Davidson College i North Carolina, og i 1859 blev han superintendant (inspektør) for North Carolina Military Institute i  Charlotte, North Carolina.

## Borgerkrigen
Ved borgerkrigens udbrud blev D.H. Hill udnævnt til oberst for et infanteri regiment, med hvilket han vandt Slaget ved Big Bethel, nær Fort Monroe i Virginia, den 10. juni 1861. Kort tid efter blev han forfremmet til brigadegeneral.  
Han deltog i Slaget ved Yorktown og Slaget ved Williamsburg i begyndelsen af Peninsula kampagnen i foråret 1862, og førte som generalmajor en division med stor udmærkelse i slaget ved Seven Pines og Syv dages slaget. Han deltog i det Andet slag ved Bull Run i august og september. I Marylandkampagnen deltog Hill's mænd i Slaget ved South Mountain. Selv om divisionen var spredt så langt nordpå som Boonsboro, da slaget begyndte, kæmpede den med næb og klør, og gav Lee's hær tilstrækkelig tid til at samles i det nærliggende Sharpsburg.  Hill's division var i voldsom kamp i det famøse hulvej ("Bloody Lane") i Slaget ved Antietam, og han samlede forsprængte mænd fra forskellige brigader for at holde linjen i det kritiske øjeblik. Han fik 3 heste skudt væk under sig i løbet af slaget. 
D. H. Hill's division var i reserven i slaget ved Fredericksburg. På dette tidspunkt begyndte konflikten med Lee at komme op til overfladen. I reorganisereringen af Army of Northern Virginia efter Stonewall Jackson's død, fik Hill ikke kommando over et korps. Han var allerede blevet fjernet fra Lee's hær og sendt tilbage til sin hjemstat for at rekruttere folk. Under Gettysburg kampagnen ledede han reservetropperne, som beskyttede Richmond og modstod det halvhjertede fremstod fra unionshæren under John A. Dix og Erasmus Keyes i slutningen af juni. I 1863 blev han overført til den nyligt reorganiserede Army of Tennessee med en provisorisk forfremmelse til generalløjtnant for at lede et af Braxton Bragg's korps. I den blodige og forvirrede sejr i Slaget ved Chickamauga, var Hill's styrker blandt dem, som var involveret i de voldsomste kampe. Efterfølgende sluttede Hill sig til adskillige andre generaler, som åbent fordømte Bragg's manglende opfølgning på sejren. Præsident Jefferson Davis kom personligt til stede for at løse denne konflikt, altsammen til fordel for Bragg. Army of Tennessee blev reorganiseret igen, og Hill blev efterladt uden en kommando. Derefter afviste Jefferson Davis at bekræfte Hill's forfremmelse, hvilket betød, at han i praksis blev degraderet til generalmajor.
Herefter havde D.H. Hill kun kommando som frivillig i mindre træfninger langt væk fra de store hære. Hill kommanderede en division, da han sammen med Joseph E. Johnston overgav sig den 26. april 1865.

## Efter krigen
Fra 1866 til 1869 redigerede Hill et magasin, The Land We Love, i Charlotte, North Carolina, som behandlede sociale og historiske emner og havde stor indflydelse i Syden. I 1877 blev han den første præsident for University of Arkansas, en post som han beklædte indtil 1884, og i 1885 blev han præsident for Military and Agricultural College of Milledgeville. General Hill døde i Charlotte og ligger begravet på Davidson College Cemetery.